# Onobrychis arenaria
Onobrychis arenaria är en ärtväxtart som först beskrevs av Pál Kitaibel, och fick sitt nu gällande namn av Dc. Onobrychis arenaria ingår i släktet esparsetter, och familjen ärtväxter.

## Underarter
Arten delas in i följande underarter:
- O. a. arenaria
- O. a. cana
- O. a. lasiostachya
- O. a. miniata
- O. a. sibirica
- O. a. taurerica
- O. a. tommasinii

## Bildgalleri

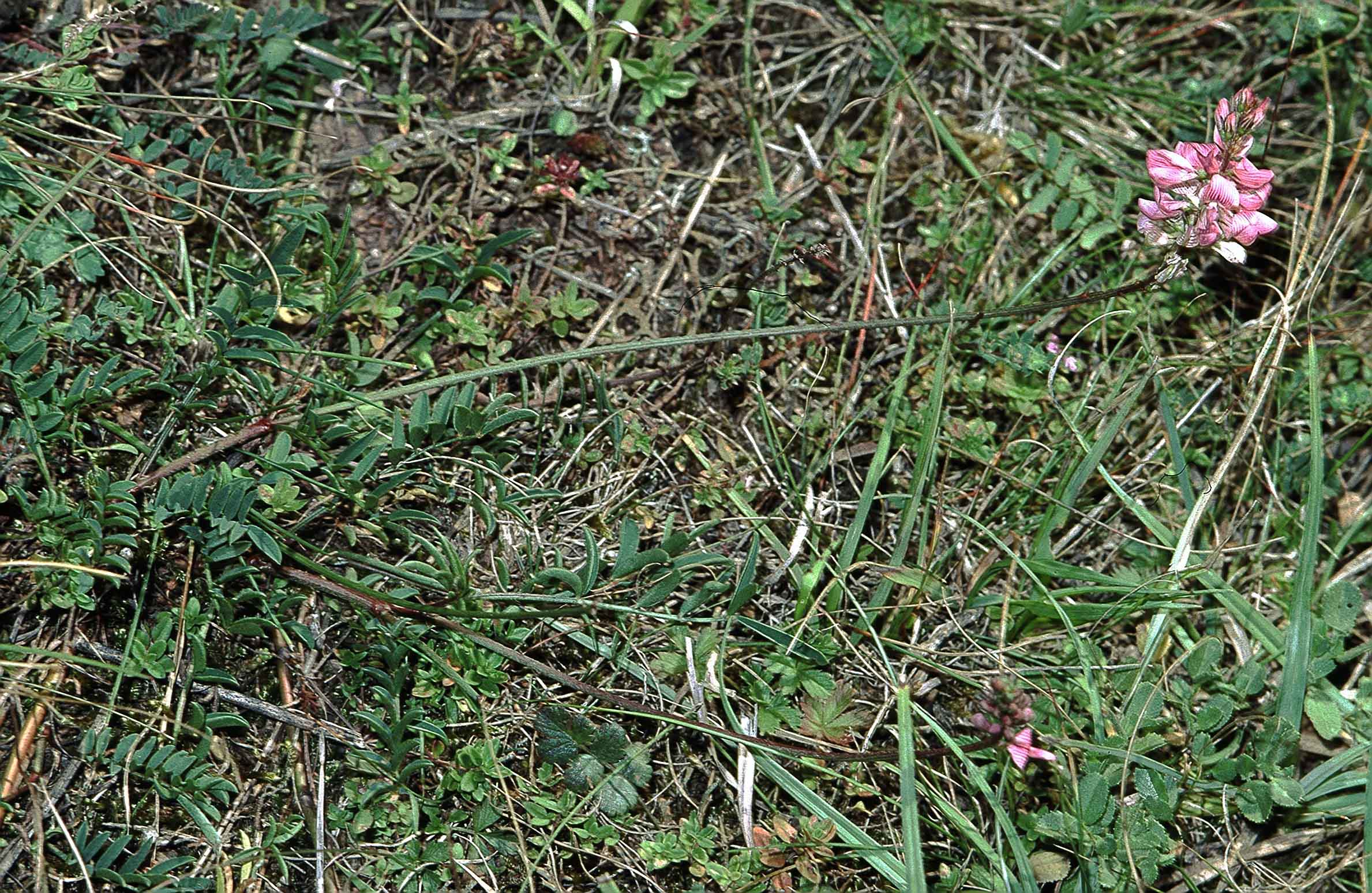
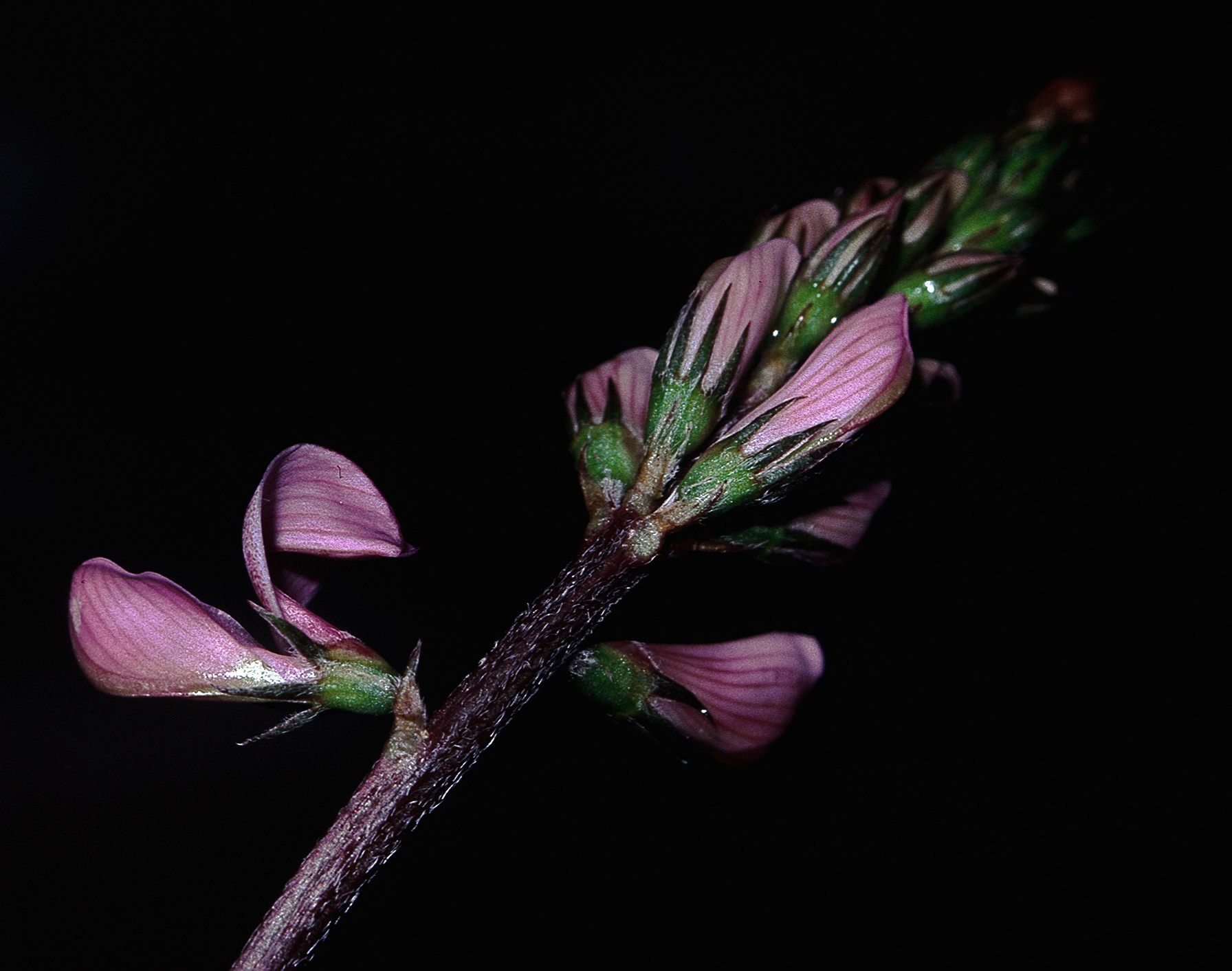
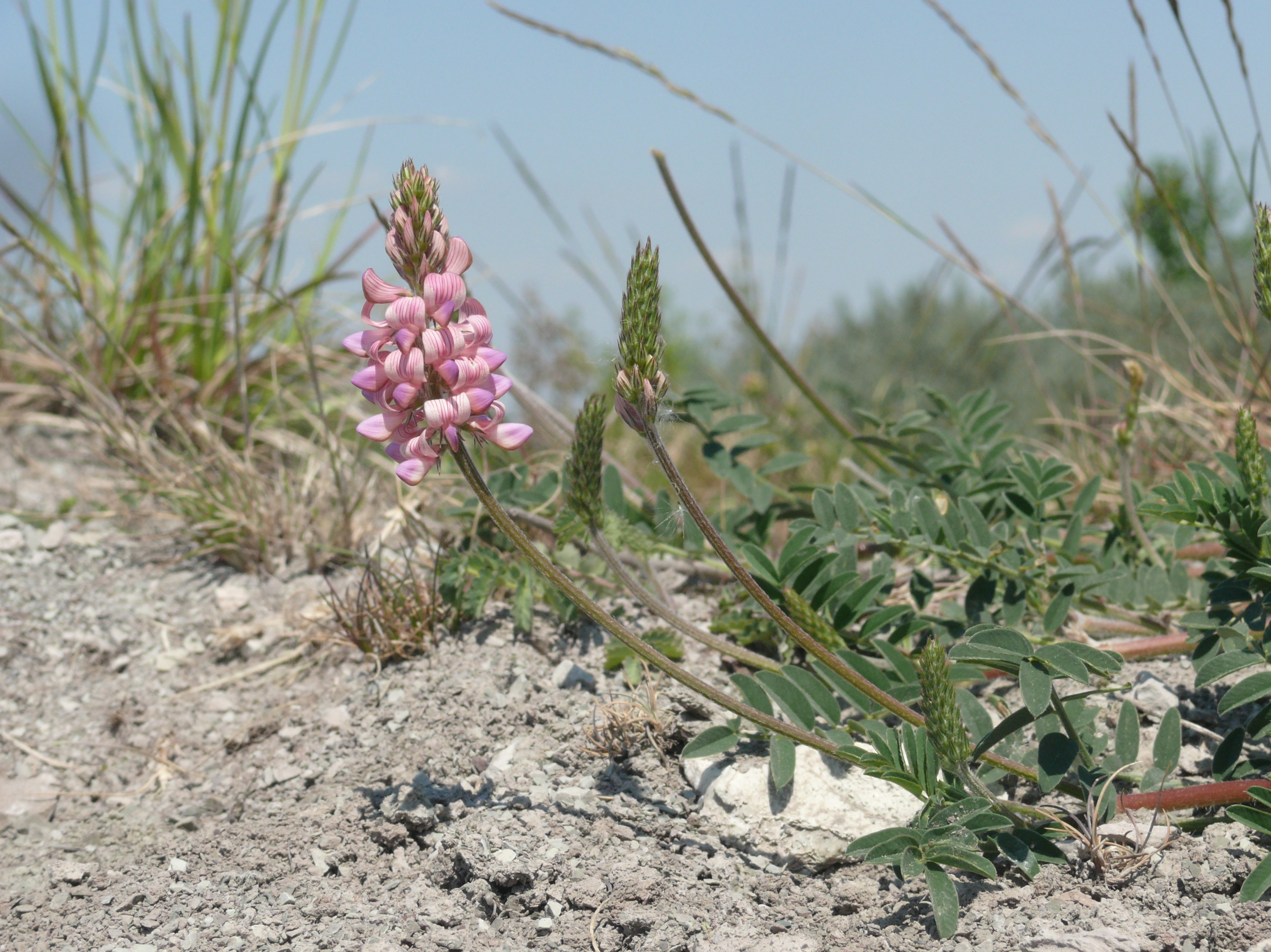
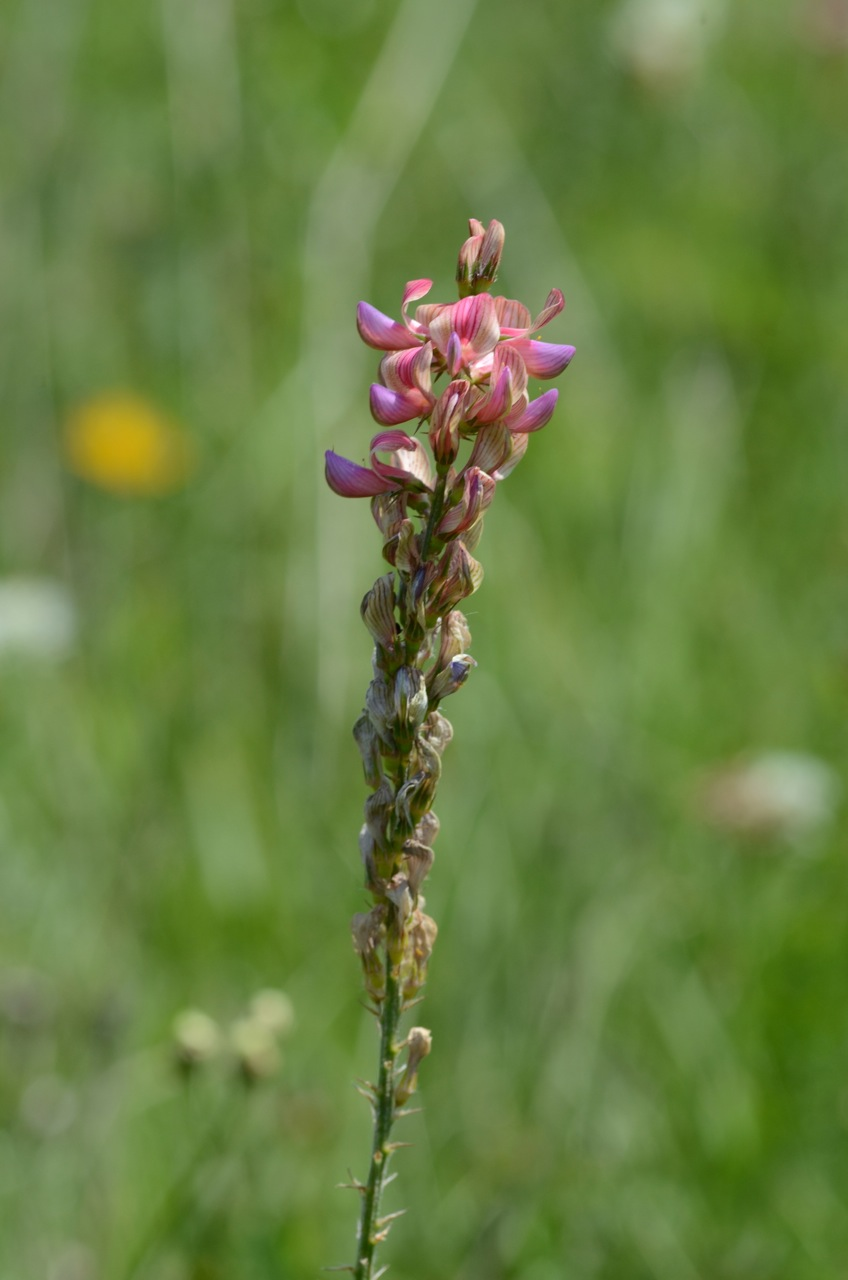
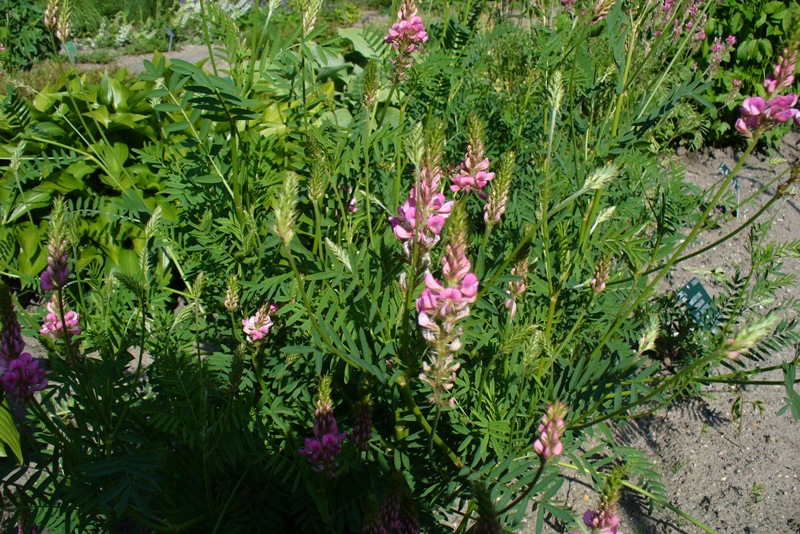